# Zoltan Bathory
Zoltan Bathory (născut în 1978) este un muzician și chitarist maghiar-american și luptător de arte marțiale. El este fondatorul și chitaristul ritmic al formației heavy metal Five Finger Death Punch din Las Vegas. În 2010, a fost numit "Cel mai bun chitarist" al Golden God de către revista Metal Hammer.
Este un artist marțial activ în competiții,  având centura neagră  atât în jiu-jitsu, cât și în judo, și a obținut medalia de argint în cadrul Jiu-Jitsu American Nationals din 2021,  în Black Belt Masters Super Heavy Division. Bathory este, de asemenea, membru fondator al proiectului de implementare non-profit a veteranilor de război în case din Las Vegas (Home Deployment Project) și este membru al Consiliului de Consiliu al VETPAW (Veterans Empowered to Protect African Wildlife, tradus în română veterani împuterniciți să protejeze habitatul sălbatic african), o organizație anti-braconieră care operează pe continentul african, compusă din veterani americani de război.